# Inspección General de Sanidad de la Defensa
La Inspección General de Sanidad de la Defensa (IGESANDEF) de España es el órgano del Ministerio de Defensa, adscrito a la Subsecretaría, al que le corresponde la planificación y desarrollo de la política sanitaria. Además, le corresponde el asesoramiento a los órganos superiores del Departamento en materia de sanidad militar y civil en el ámbito del Ministerio de Defensa. A estos efectos, dependen funcionalmente de esta Inspección General las direcciones de sanidad de los Ejércitos y la Armada.
Desde el 19 de abril de 2024, el actual inspector general de Sanidad de la Defensa es el general de división médico Juan Antonio Lara Garrido.

## Funciones
En particular le corresponden las siguientes funciones:
- Preparar y proporcionar los apoyos sanitarios y logístico-operativos según las directrices recibidas del Jefe de Estado Mayor de la Defensa y de la persona titular de la Subsecretaría de Defensa.
- Dirigir y gestionar la red sanitaria militar.
- Dirigir y coordinar la ordenación farmacéutica, así como las actividades relativas a la sanidad pericial, prevención sanitaria, salud pública y sanidad animal en el ámbito de la Defensa.
- Coordinar con el resto de autoridades del Departamento y, en su caso, ejecutar el apoyo médico, farmacéutico, veterinario, odontológico, psicológico y de enfermería que se precise.
- Gestionar los procedimientos conducentes al nombramiento de personal estatutario temporal basados en relaciones de candidatos u otros instrumentos similares.

## Inspector general y dependencias
El cargo de inspector general de Sanidad de la Defensa es desempeñado por un general de división del Cuerpo Militar de Sanidad, en situación de servicio activo, que tiene precedencia sobre los demás cargos del Cuerpo Militar de Sanidad.
El inspector general de Sanidad dispone de tres unidades auxiliares y de apoyo que coordinan la actividad de la IGESANDEF:
- El Área de Dirección. Es la unidad auxiliar de estudio y asesoramiento para la coordinación general de las actividades de la IGESANDEF. En particular, le corresponde la gestión de los sistemas de información sanitaria, la coordinación de investigación y desarrollo y, en general, la gestión de recursos humanos en el ámbito de la IGESANDEF y la tramitación y coordinación de convenios en materia sanitaria.
- La Jefatura de Administración Económica. Es la unidad de asesoramiento en asuntos de carácter económico-financiero, y responsable de la gestión de la contratación, la contabilidad y la administración de los recursos financieros puestos a disposición de dicha autoridad como centro de responsabilidad del gasto. En particular le corresponde el planeamiento presupuestario, la coordinación de la administración de los recursos financieros, la contabilidad del inventario de los centros de origen del gasto y las inspecciones y revistas a los mismos.
- La Asesoría Jurídica. Bajo la dependencia orgánica del inspector general de Sanidad de la Defensa y funcional de la Asesoría Jurídica General de la Defensa, es la unidad de asesoramiento jurídico en el ámbito de sus competencias.

Los órganos con que cuenta la Inspección General de Sanidad de la Defensa para atender sus funciones específicas son los siguientes:
- Subinspección General de Ordenación Sanitaria: Gestiona las competencias de la IGESANDEF en el ámbito asistencial, pericial y logístico-operativo.
- Subinspección General de Apoyo y Ordenación Farmacéutica: Atiende de los cometidos de la IGESANDEF de naturaleza farmacéutica.
- Subinspección General de Apoyo Veterinario: Tramita y coordina las actividades de la IGESANDEF propias de la medicina veterinaria.
- Unidad de Apoyo Psicológico de la Defensa: Administra las tareas de la IGESANDEF  relacionadas con la psicología y la psiquiatría.
- Unidad de Odontología de la Defensa. Administra las actividades relacionadas con el apoyo odontológico de la IGESANDEF.
- Unidad de Enfermería de la Defensa. Administra la funcionalidad y desarrollo profesional de la enfermería militar en el ámbito de la IGESANDEF.

### Adscripciones
Asimismo, dependen de la IGESANDEF:
- El Instituto de Toxicología de la Defensa (ITOXDEF).
- El Centro Militar de Veterinaria de la Defensa (CEMILVETDEF).